# Талсинский район
Та́лсинский район (латыш. Talsu rajons) — бывший административный район на северо-западе Латвии, расположенный в области Курземе на побережье Рижского залива. Граничил с Вентспилсским, Кулдигским, Салдусским и Тукумсским районами. Население — около 47 тыс. жителей (2,1 % населения страны); территория — 2751 км² (4,1 % территории Латвии).

## Географические данные
Район занимал северо-восточную часть Курземского полуострова. От острова Сааремаа (Эстония) отделяет Ирбенский пролив. У северной оконечности — знаменитый мыс Колка. На востоке омывается водами Рижского залива Балтийского моря. Общая протяжённость береговой линии (побережье Балтийского моря и Рижского залива) — 96 км. Поверхность в основном равнинная, имеются дюны, холмы, покрытые лесами. На побережье Рижского залива песчаные пляжи чередуются с каменистыми берегами. На севере имеются опасные для судоходства песчаные мели, поэтому ещё во времена Российской империи здесь был установлен маяк Колка. Около 14,5 % территории современного района занимает охраняемая заповедная территория. Наиболее достопримечательные из них: национальный парк «Слитере», природные парки: озеро Энгуре, «Талсинские холмы», долина реки Абава, культурно-историческая территория «Ливский берег» («Берег ливов»).

## История
11 ноября 1959 года к Талсинскому району была присоединена часть территории упразднённого Кандавского района.

## Территориально-административное деление
В районе имеется 20 местных самоуправлений, в том числе 4 города:
- г. Талси — районный центр (12 854 жителей);
- г. Валдемарпилс;
- г. Стенде;
- г. Сабиле;
- 16 волостей.

## Население
Население Талсинского района составляет 47.062 жителя (2008 г., оценка), или 2,1 % от числа жителей Латвии, в том числе: мужчины: 47,4 %, женщины 52,6 %. Район имеет преимущественно сельский, аграрный характер, отличается преобладанием латышского населения; число русскоязычных в нём невелико. Население сокращается из-за миграции и естественной убыли.

### Национальный состав (2008)
- латыши 43.383 (92,2 %)
- русские 1.543 (3,3 %)
- белорусы 368 (0,8 %)
- украинцы 338 (0,7 %)
- поляки 305 (0,6 %)
- литовцы 242 (0,5 %)
- другие 883 (1,9 %)

В районе Ливского берега сохранились почти исчезнувшая народность ливы — традиционные рыболовы и коренные обитатели этих мест до прихода латышей, немцев и русских. Численность — около 50 чел.

### Численность населения и национальный состав по данным переписей
| Перепись 2000 года                                        | Тер-рия, км² | Население, всего | Латыши | Русские | Белорусы | Украинцы | Поляки | Литовцы |
| --------------------------------------------------------- | ------------ | ---------------- | ------ | ------- | -------- | -------- | ------ | ------- |
| Талсинский район                                          | 2748,3       | 49 814           | 45 775 | 1 799   | 418      | 369      | 329    | 257     |
| Город Талсы                                               | 7,8          | 12 374           | 11 202 | 452     | 85       | 73       | 98     | 37      |
| Город Сабиле (в 2000—2009 гг. в составе Сабильского края) | 4.3          | 1 626            | 1 445  | 47      | 10       | 6        | 4      | 16      |
| Город Стенде                                              | 4.8          | 2 012            | 1 800  | 116     | 26       | 17       | 20     | 15      |
| Город Валдемарпилс                                        | 3.4          | 1 474            |        |         |          |          |        |         |
| Валдемарпилсская сельская территория                      | 134.5        | 1 327            | 2 614  | 62      | 15       | 20       | 21     | 21      |
| Балгалская волость                                        | 74,8         | 1 110            | 1 075  | 21      | 4        | 2        | 4      | 2       |
| Дундагская волость                                        | 558,7        | 4 164            | 3 954  | 105     | 20       | 32       | 15     | 23      |
| Гибульская волость                                        | 320,2        | 2 649            | 2 486  | 47      | 30       | 23       | 16     | 17      |
| Ивская волость                                            | 70,7         | 649              | 617    | 10      | 9        | 1        | 8      | 2       |
| Колкская волость                                          | 116,9        | 1 280            | 1 158  | 39      | 5        | 17       | 3      | 6       |
| Кюльциемская волость                                      | 67,7         | 541              | 507    | 8       | 1        | 12       | 3      | 4       |
| Лайдзская волость                                         | 74,1         | 1 765            | 1 671  | 40      | 10       | 18       | 8      | 3       |
| Лубская волость                                           | 83.4         | 647              | 622    | 7       | 5        | 7        | 4      | 1       |
| Лауциенская волость                                       | 180.3        | 2 015            | 1 728  | 136     | 32       | 25       | 15     | 21      |
| Либагская волость                                         | 143.9        | 2 185            | 2 050  | 43      | 52       | 9        | 14     | 14      |
| Мерсрагская волость                                       | 109,0        | 2 084            | 1 951  | 64      | 8        | 13       | 14     | 10      |
| Ройская волость                                           | 200,5        | 4 742            | 4 437  | 161     | 34       | 36       | 36     | 18      |
| Сабильский край Существовал в 2000—2009 годах)            | 160,5        | 1 956            | 1 795  | 114     | 11       | 11       | 5      | 12      |
| Страздская волость                                        | 42,3         | 524              | 479    | 19      | 11       | -        | 8      | 5       |
| Валдгалская волость                                       | 205,3        | 1 531            | 1 445  | 49      | 3        | 5        | 5      | 9       |
| Вандзенская волость                                       | 145,9        | 2 081            | 2 017  | 18      | 7        | 11       | 13     | 7       |
| Вирбская волость                                          | 39,6         | 1 078            | 722    | 241     | 40       | 29       | 17     | 16      |

Религиозный состав населения:
В подавляющем большинстве население Талсинского района исповедует лютеранство. Проживающее в районе население русской национальности исповедует православие.

## Хозяйство и экономика
Исторически основное занятие местного населения — рыболовство, ныне также туризм и рекреационное хозяйство, туристы прибывают в том числе из РФ и стран СНГ. В прошлом имелись советские военные базы, район имел важное стратегическое значение.

## Известные люди
- Вилциня, Велта Эйновна — балерина, народная артистка СССР (1965).
- Розефелд, Август Петрович — (1926—1983) Герой Социалистического Труда[3]